# Bakanas (Balchaš)
Bakanas (rusky Баканас) je řeka v Abajské oblasti v Kazachstánu. Je 240 km dlouhá. Povodí má rozlohu 25 100 km².

## Průběh toku
Pramení na západních svazích hřbetu Čingiztau a ztrácí se v píscích Balchašalakolské propadliny.

## Vodní stav
Zdroj vody je převážně sněhový. V některých suchých letech vysychá.

## Využití
Využívá se na zavlažování.